# 차이나 걸 (1987년 영화)
《차이나 걸》(영어: China Girl)은 미국에서 제작된 에이블 페라라 감독의 1987년 독립 네오누아르 로맨틱 스릴러 영화이다. 제임스 루소 등이 출연하였고, 마이클 노직 등이 제작에 참여하였다.

## 출연진
- 제임스 루소
- 러셀 웡
- 데이비드 커루소
- 조이 친
- 주디스 멀리나
- 제임스 홍
- 로버트 미아노
- 폴 힙

## 기타 제작진
- 협력 제작: 메리 케인
- 배역: 마샤 슐먼
- 미술: 댄 리
- 의상: 리처드 호넝

## 개봉
이 영화는 1987년 9월 25일 미국 193개 관에서 극장 개봉하였다. 이후 베스트론 비디오에 의해 비디오카세트로 출시되었다. 2005년 10월 31일 리전 2 DVD가 출시되었다.